# José Antonio García Martín
Pour les articles homonymes, voir García.
José Antonio García Martín, né le 16 août 1996, à Fuente Vaqueros, est un coureur cycliste espagnol.

## Biographie
Après être passé par la Fondation Contador, José Antonio García intègre le club basque Infisport-ArabaEus en 2016. Il connaît cependant une année difficile, en raison de problèmes de poids et d'une anémie. 
En 2017, il signe chez Gomur-Liébana 2017-Ferroatlántica, club cantabre. Malgré un début de saison gâché par une mononucléose, il s'illustre en remportant six courses chez les amateurs espagnols. Grâce à ses bonnes performances, il intègre la réserve de l'équipe continentale Polartec-Kometa en 2018. À 22 ans, il confirme en étant l'un des meilleurs espoirs du circuit amateur espagnol. Il s'impose à cinq reprises, notamment sur deux étapes du Tour de Zamora, et obtient diverses places d'honneur. 
En 2019, il est promu dans l'équipe continentale Kometa. Il reste deux saisons dans l'équipe qui est promue en deuxième division en 2021, mais il n'est pas conservé à l'issue de la saison 2020.

## Palmarès
- 2017
  - Trofeo San Antonio
  - Mémorial José María Anza
  - 1re étape du Tour de Ségovie
  - Trofeo Santiago en Cos
  - Mémorial Santisteban
  - Leintz Bailarari Itzulia
  - 3e du Dorletako Ama Saria
  - 3e du Laudio Saria
- 2018
  - 1re et 4e étapes du Tour de Zamora
  - Clásica Vela de Triana
  - Challenge Vuelta a Sevilla
  - 2e étape du Tour de Salamanque
  - 2e du Mémorial Pascual Momparler

## Classements mondiaux
| Année           | 2019   |
| --------------- | ------ |
| UCI Europe Tour | 1 630e |